# Diastata costata
Diastata costata är en tvåvingeart som beskrevs av Johann Wilhelm Meigen 1830. Diastata costata ingår i släktet Diastata och familjen sumpskogsflugor. Arten har ej påträffats i Sverige. Inga underarter finns listade i Catalogue of Life.